# P-500导弹

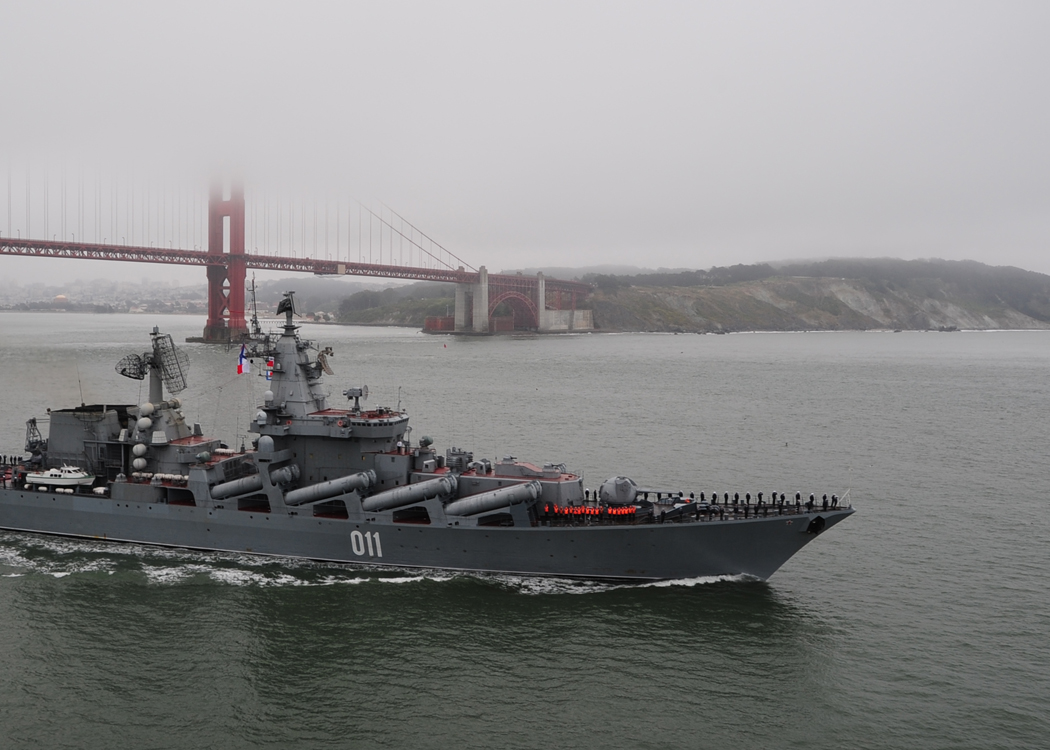
8对P-500发射架是光荣级导弹巡洋舰的典型特征之一，但图中的瓦良格号巡洋舰可能已换装P-1000型导弹

P-500 “玄武岩” （俄語：П-500 Базальт）是一款苏联海军及俄罗斯海军配备的采用液体火箭冲压发动机推进的超音速反舰导弹。其炮兵装备局设计代码为4K80，北约代号为SS-N-12 “沙盒”。

## 历史
P-500反舰导弹由第52设计局（切洛梅设计局）研发以替代P-5 “满分”（SS-N-3 “柚子”）反舰导弹，该型导弹于1973年完成研发，1975年首次部署到基辅号航空母舰，之后又部署到675型E级核潜艇和J级潜艇。光荣级导弹巡洋舰则部署了P-500的改进型（重点改进导航和推进系统），16具该型导弹发射架占据了此级巡洋舰的大部分前甲板空间。

## 攻击方式
P-500 “玄武岩”反舰导弹射程550 km，有效载荷1吨，可携带350 kt当量核弹头或950 kg当量的半穿甲高爆弹头。P-500型导弹采用末端主动雷达导引，并可接受来自于图-95RTs轰炸机、卡-25B直升机或卡-27B直升机的校正指令。
该型导弹被设计用作齐射攻击，即由一艘潜艇连续快速地发射8枚导弹，并独立控制每枚导弹的数据链。在巡航过程中，数枚导弹可以相互协作调整其飞行姿态及轨迹：其中一枚导弹可以保持在7,000 m高度巡航并使用其主动雷达寻敌，然后将此引导信息发送给其它在较低高度巡航的导弹。根据设计，在一次齐射中有一半的导弹将锁定攻击航空母舰，其余导弹则攻击其他舰艇。如果齐射过程中在较高高度巡航导引的导弹被击落，则剩余的导弹中会有一枚自动拉升巡航高度并成为新的导引导弹。在攻击的末端，所有的导弹都会开启主动雷达引导攻击。

## P-1000 “火山”
P-500导弹的一款改进型号是P-1000 “火山”，此改进型在冷战末期被部署到675型E级核潜艇上。相比于P-500，P-1000 “火山”（设计代码3M70）巡航速度更快（2.3-2.5 马赫），射程更远（700 km）。为减轻弹体重量，P-1000使用钛合金取代了钢结构，并改进了推进系统，使用了与P-500相似的火控系统，
P-1000导弹于1979年5月15日由切洛梅设计局立项研发，1982年7月完成首次试射，1987年12月18日正式入列。1987年至1993年期间，北方舰队的3艘675型E级核潜艇先后换装了P-1000型反舰导弹；太平洋舰队原本也计划为K-10和K-34两艘潜艇换装该型导弹，但该计划因资金匮乏而被取消。在接收P-1000型导弹的潜艇中，K-1因1989年的一次反应堆事故而退役，之后K-35（1993年）和K-22（1995年）也先后因事故而被迫退役。据信P-1000型导弹已被部署到光荣级瓦良格号导弹巡洋舰上，另有报道瓦良格号的同级舰莫斯科号也已换装了P-1000。

## 相关型号
P-700 “花岗岩”（北约代号SS-N-19 “海难”）部分基于P-500/1000设计，采用了衝壓發動機以及显著改善的空气动力学外形设计，但其电子学元件改进不大。

## 使用者

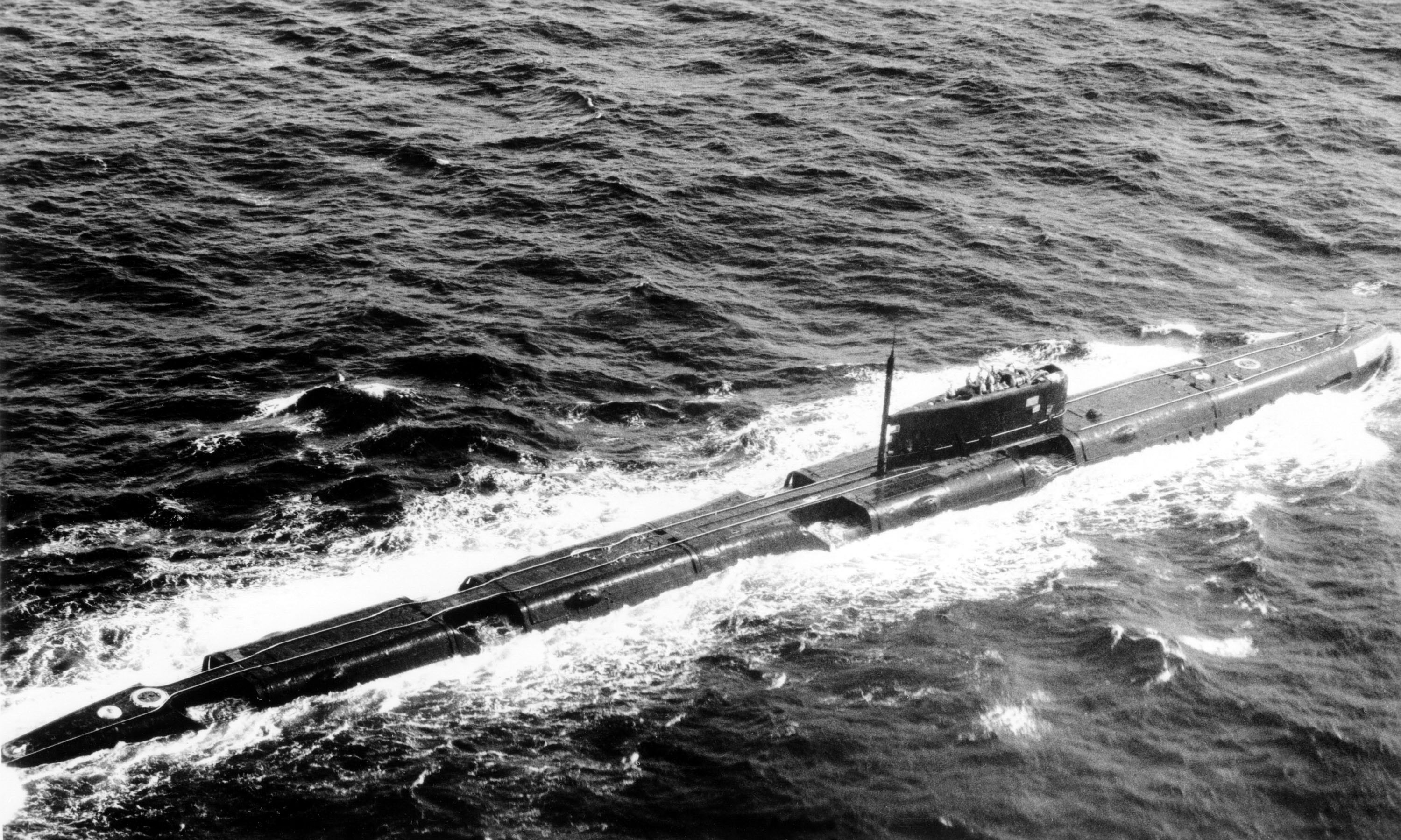
14艘675型E级核潜艇装备了P-500导弹，其中3艘后来又升级到P-1000导弹

当前
 俄羅斯
- 俄罗斯海军

之前
 苏联
- 苏联海军